# Краљевина Португалија
Краљевина Португалија (порт. Reino de Portugal) је назив за монархију која је на просторима данашње Португалије постојала између 1139. и 1910. године. Од 1580. до 1640. године Португалија је у персоналној унији са Шпанијом. Од 1815. до 1822. године носи назив Уједињено краљевство Португалије, Бразила и Алгарве. Португалија са прекоморским колонијама позната је и као Португалска империја.

## Настанак
Након битке код Гвадалете (711), Муслимани освајају територију Португалије. Од 756. године Португалија је део Кордопског емирата. Од 10. века отпочиње борба за ослобођење шпанских територија од муслимана. Португалска народност и прва португалска држава изградила се током реконкисте. Као година оснивања Португалије сматра се 1095. година када је леонски краљ Алфонсо VI од новоосвојених територија у данашњој северној Португалији образовао Грофовију Португал, названу по граду Портус Кале. Поверио ју је на управу бургундском грофу Хенрију. После велике победе над Арабљанима код Орикеа (1139. година), Хенријев син Алфонсо I Велики проглашава се краљем. Леон му 1143. године признаје независност.

## Португалија у средњем веку
Владајућу класу у Португалу сачињавало је феудално племство које је у својим рукама држало сву цивилну и војну власт. У случају рата племство је имало обавезу да доведе држави одређени број коњаника из редова имућнијих земљопоседника и пешака из редова оних са оскуднијим средствима. Северни ослобођени део Португалије постао је упориште за даље борбе против Арабљана. Феудалци су приморани да дозволе образовање ослобођених сеоских општина, консељуша, у које су се окупљали слободни сељаци, занатлије и ниже племство. Општине су имале самоуправу, држале су заједничку земљу и сазивале су сопствену војску на краљев позив. Кметски односи узимају маха тек у другој половини 12. века. Већ крајем наредног века су укинути под утицајем наглог јачања новчане привреде на крупним поседима југа. Консељуши се распадају тек након завршетка реконкисте. До 1249. године ослобођен је југ Португалије, а до краја 13. века и источни део Португалије.
Градови северне Португалије у почетку су били војна утврђења за борбу против Арабљана. Касније су постали центри колонизације новоослобођених области. Градски живот развијао се веома споро за разлику од осталих држава Западне Европе. Милиције португалских градова нису биле цеховског карактера већ су осниване од стране племства. Од такве полиције води порекло и једини португалски витешки ред — Авиш. Власт краља ограничавали су кортеси — представнички сталешки органи црквене и световне аристократије и градова, образовани средином 13. века. Краљ се у борби са племством ослањао на сељаке и ниже племство угрожено низом антифеудалних устанака. Последњи бургундски владар, Фернандо I Португалски, гине крајем 14. века у побуни крупних феудалаца. Кастиља је искористила кризу и припојила Португал својој територији. Португалски витезови обратили су се за помоћ краљевини Енглеској која им шаље 300 стрелаца. Уз помоћ њих, Португалци односе победу 1385. године код Алжубароте. За новог краља изабран је Жоао I (1385—1433). Следеће године Жоао склапа Виндзорски споразум са Енглеском којим су положени темељи вековној англо-португалској сарадњи на војном и политичком пољу. Први португалски зборник закона из 1446. године утро је пут стварању апсолутне монархије.

## Географска открића
Низак степен пољоприведе, одсуство природних богатстава у земљи, нагли развој трговачких лука којима је погодовао повољан географски положај, развој науке и бродограђевне технике коју је подржавао и двор подстакли су владајуће слојеве Португалије да организују поморске експедиције за откривање нових делова света. Португалија је отпочела еру великих географских открића. За њих су подједнако били заинтересовани и племићи и трговци и беспослени витезови. За почетак географских открића сматра се путовање Хенрика Морепловца. Године 1415. освојена је област Сеута у Мароку, а затим архипелаг Мадеира (1418—1419) и Азорска острва (1432). Истраживајући западне обале Африке, Португалци су дошли на обале Мауританије, а 1444. године до Сенегала где су основали прва трговачка насеља за трговину златом и робовима. Дијего Каун је 1482. године открио ушће Конга и обалу Анголе. Бартоломео Дијаз је 1487/8. године обишао Рт добре наде и продро у Индијски океан. Васко де Гама је опловио Јужну Африку и стигао у Индију. Споразумом у Алказови (1479) којим је завршен рат за наслеђе Кастиље, Изабела је предала Португалији право искључивог присуства у Африци због чега се кастиљске експедиције усмеравају ка западу. Споразумом из 1493. године Португалија је добила све земље источно од линије медитерана утврђене на 100 mi (160 km) западно од Азорских и Зеленортских острва. Споразумом из Тордесиљаса (1494), уз лично посредовање папе Александра VI, линија је померена за 270 mi (430 km) ка западу па је захватала велики део данашњег Бразила. Бразил постаје највећа португалска колонија у Јужној Америци. Португалија је у 15. и 16. веку створила низ упоришта у данашњим државама Гани, Обали Слоноваче, Нигерији, Гвинеји, Камеруна, Габона, Јужноафричке републике, Мозамбика, Кеније, Зимбабвеа. Након путовања Васка де Гаме, Португалци продиру и на подручје Азије. Њихови бродови плове ка Индији и Малајском полуострву. Заузели су Сејшелска острва, Маурицијус, Реинион, Шри Ланку и Молучка острва. Победом над арабљанско-египатском флотом (1509) код Дија, Португал је обезбедио монопол у поморској трговини Индијским океаном. Оснивају се колоније Дију, Гоу, Доман и Којликоту у Индији, Малаку у Малезији, Тимор у Индонезији и Макао у Кини. Шпанско-португалским споразумом у Сарагоси (1529) подељене су интересне сфере на Пацифику. Линија разграничења одређена је на 17 степени источно од Молучких острва. Филипини су припали Шпанији. Португалци се 1542. године искрцавају у Јапан где оснивају трговачке колоније. Формирали су колонију у Индији са центром у Гои. Њихова колонијална империја састојала се од око 20 утврђених упоришта, контроле поморских комуникација и монопола у трговини драгоценим производима Африке и Азије. Средином 16. века Португалија је на врхунцу моћи.

## Португалија у новом веку
Лисабон постаје једна од најзначајнијих трговачких лука за трговину са Истоком. Наступио је нагли економски процват који, међутим, не траје дуго. Због застоја у развоју португалских производних снага и таласа верских прогона Јевреја (који држе готово све банкарске установе) почиње опадање Португалије. Томе доприносе и неуспели ратови краља Себастијана (1554—1578) у Мароку 1578. године. Приликом слабљења Португалије користи се Шпанија која, под Филипом II 1581. године, припаја Португалију у виду персоналне уније. Португалија током „шездесетогодишњег ропства” губи већину поседа у Азији и Бразилу, а велики број португалских војника гине у сукобу Шпанске армаде и Енглеске у Англо-шпанском рату (1585—1604). Јапан 1638. године затвара луке за трговачке бродове. Устанак против шпанске власти подигнут је 1637. године током Тридесетогодишњег рата. Први устанак је угушен, али је после устанка из 1640. године проглашена независност. Нови краљ, Жоао IV, поново организује војску. Држава је подељена на 22 војне области — комарке. Сво мушко становништво између 22 и 70 година регрутовано је у стајаћу војску. У Холандско-португалском рату (1656—1661) Португалија је успела да сачува Бразил и колоније у Африци. Од 1659. године поново је у рату са Шпанијом. Лисабонским миром из 1668. године Шпанија јој коначно признаје независност. У Рату за шпанско наслеђе Шпанија учествује на страни Енглеске. Са Енглеском је 1702. године потписала Метјуинове уговоре којима јој се потпуно економски и политички потчинила. Помаже јој у Седмогодишњем рату против Француске. Средином 18. века у време владе министра Себастијана Пумбала се у Португалији јавља први покушај реформи у духу просвећеног апсолутизма.
У Француским револуционарним ратовима Португалија ступа у Прву коалицију (1793). Од 1801. године је у рату са Шпанијом који је завршен неповољним миром у Бадахосу којим Португалија губи област Естремадуру. У Наполеоновим ратовима Португалију окупирају 1807. године француске трупе испред којих влада и двор беже у Бразил. Устанком против окупатора из 1809. године користи се Британија. Као савезници, Британци се искрцавају у Португалију и претварају је у базу борби против Наполеона. Средином 1811. године Французи су протерани, али је британска окупација потрајала до 1820. године. Устанак гарнизона у Порту (24. август 1820.) означио је почетак буржоаске револуције. Кортеси 1821. године доносе либерални устав и позивају краља натраг у земљу. Ослободилачки покрети у колонијама, зачети под упливом француске и шпанске револуције, захватају и Бразил који се 1822. године отцепљује од Португалије која губи свој највећи прекоморски посед. Португалија иде из једног грађанског рата у други (1836, 1842, 1846, 1906, 1910). Република је проглашена 5. октобра 1910. године.